# Sven Stadel
Sven Alberto Stadel es un deportista germano-español que compitió en vela en la clase Europe. Ganó seis medallas en el Campeonato Mundial de Europe entre los años 2005 y 2017, y una medalla en el Campeonato Europeo de Europe de 2006.

## Palmarés internacional
| Representando a Alemania |                        |                   |        |
| Campeonato Mundial       |                        |                   |        |
| Año                      | Lugar                  | Medalla           | Clase  |
| 2005                     | Rizhao (China)         | Medalla de bronce | Europe |
| 2006                     | Copenhague (Dinamarca) | Medalla de oro    | Europe |
| Campeonato Europeo       |                        |                   |        |
| Año                      | Lugar                  | Medalla           | Clase  |
| 2006                     | Marsala (Italia)       | Medalla de plata  | Europe |
| Representando a España   |                        |                   |        |
| Campeonato Mundial       |                        |                   |        |
| Año                      | Lugar                  | Medalla           | Clase  |
| 2007                     | Workum (Países Bajos)  | Medalla de bronce | Europe |
| 2009                     | Brest (Francia)        | Medalla de plata  | Europe |
| 2010                     | Arkösund (Suecia)      | Medalla de oro    | Europe |
| 2017                     | Blanes (España)        | Medalla de oro    | Europe |